# Xanadu (film)
Pour les articles homonymes, voir Xanadu.
Pour plus de détails, voir Fiche technique et Distribution.
Xanadu est un film américain sorti en 1980 et réalisé par Robert Greenwald. Il s'agit du dernier film de Gene Kelly. Le titre fait référence à la boîte de nuit du film, qui tire son nom de Xanadu, la capitale d'été en Chine de la dynastie Yuan de Kubilai Khan. La ville est d'ailleurs citée dans le poème Kubla Khan (1816) de Samuel Taylor Coleridge, que le personnage d'Olivia Newton-John déclame dans le film.

## Synopsis
Sonny Malone (Michael Beck), peintre de talent employé par l'industrie musicale, désespère d'atteindre la notoriété lorsqu'il rencontre la belle Kira (Olivia Newton-John), dont il tombe amoureux et qui donne un nouveau souffle à son inspiration en le poussant à ouvrir une boîte de nuit avec le clarinettiste Danny McGuire (Gene Kelly). Il ignore que Kira est en fait Terpsichore, la muse de la danse, fille de Zeus et de Mnémosyne, et que leur amour est impossible…

## Fiche technique
- Titre : Xanadu
- Réalisation : Robert Greenwald
- Scénario : Richard Christian Danus et Marc Reid Rubel
- Production : Lawrence Gordon et Joel Silver
- Distribution : Universal Pictures
- Photographie : Victor J. Kemper
- Musique : Barry De Vorzon, John Farrar, Jeff Lynne (Electric Light Orchestra)
- Date de sortie : 8 août 1980 (États-Unis), 25 décembre 1980 (France)
- Pays de production :  États-Unis
- Langue : anglais
- Budget : 20 000 000 $
- Format : Couleurs (Technicolor), son 4 pistes/Dolby
- Genre : Fantastique, film musical et romance
- Durée : 93 minutes
- Date de sortie : 1980

## Distribution
- Olivia Newton-John (VF : Francine Lainé) : Kira / Terpsichore
- Gene Kelly (VF : Roger Rudel) : Danny McGuire
- Michael Beck (VF : Joël Martineau) : Sonny Malone
- James Sloyan (VF : Francis Lax) : Simpson, le patron de Sonny
- Dimitra Arliss : Helen
- Katie Hanley : Sandra
- Fred McCarren (en) : Richie
- Ren Woods : Jo
- Mickey McMeel (VF : Daniel Gall) : le comptable
- Aharon Ipalé (VF : Maurice Sarfati) : le photographe
- Wilfrid Hyde-White (VF : Louis Arbessier) : Zeus (voix)
- Coral Browne (VF : Paule Emanuele) : Mnémosyne (voix)
- Ira Newborn : le chef d'orchestre dans les années 40
- Jo Ann Harris, Cinthya Leake, Patty Keene : les chanteuses dans les années 40
- Sandahl Bergman, Lynne Latham (en), Melinda Phelps, Cherise Bate (en), Juliette Marshall, Marilyn Tokuda (en), Yvette Van Voorhees (en), Teri Beckerman : les 8 autres muses

## Autour du film
Conçu pour profiter de la vogue « disco roller » et du succès d'Olivia Newton-John dans Grease, Xanadu s'est vu doter d'un budget élevé (20 millions de dollars) mais est affligé d'un scénario médiocre, inspiré de plusieurs films plus anciens (la trame principale avec la muse Terpsichore est la même que celle de L'Étoile des étoiles, 1947, avec Rita Hayworth ; et le passé du personnage joué par Gene Kelly fait référence à La Reine de Broadway, 1944, où il portait le même nom de Danny McGuire). Olivia Newton-John prétendit d'ailleurs que le scénario n'était pas entièrement écrit lorsque le tournage a commencé. La réalisation souffre d'un terrible manque de soin : mauvais étalonnage des scènes, faux-raccords, gaucherie des deux acteurs principaux sur des patins à roulettes. Certains décors et certains effets visuels (effets spéciaux, transitions) ne manquent pas d'ambition. L'entrée de la boîte de nuit Xanadu reprend l'architecture de l'Auditorium Pan-Pacific. L'intérieur de la discothèque est tourné dans le Stage 4 du Hollywood Center Studios (1040 N. Las Palmas Avenue, Hollywood).
L'accueil du film fut catastrophique. Sa bande originale, au contraire, se hissa au sommet des ventes de l'époque (la chanson Magic sera numéro 1 des ventes). Xanadu est le dernier film dans lequel Gene Kelly a eu un rôle important — rôle qu'il semble n'avoir accepté que parce que le tournage se déroulait à quelques pas de chez lui. Ce film a durablement compromis la carrière d'actrice d'Olivia Newton-John qui ne s'est plus jamais vu proposer de rôle de cette importance par la suite sauf Two of a Kind avec Travolta. Michael Beck, découvert l'année précédente avec le film Les Guerriers de la nuit, a lui aussi déclaré que sa participation à Xanadu lui avait fermé beaucoup de portes, professionnellement parlant.
Une comédie musicale du même nom basée sur le film fut montée à Broadway en mai 2007 et rencontra un succès surprise. Kerry Butler (en) fut nommée aux Tony Awards dans la catégorie meilleure actrice dans un musical pour son rôle de Clio. Le spectacle ferma le 28 septembre 2008 après 512 performances et 49 previews.